# 6240 Лукрецій Кар
6240 Лукрецій Кар (6240 Lucretius Carus) — астероїд головного поясу, відкритий 26 вересня 1989 року.
Тіссеранів параметр щодо Юпітера — 3,643.
Названий на честь Лукреція (або Тіта Лукреція Кара) (лат. Titus Lucretius Carus;
бл. 99-95—55 до н. е.) — давньоримського поета і філософа-матеріаліста.